# Эвора, Аманда
Аманда Эвора (англ. Amanda Evora; род. 11 ноября 1984 года в Нью-Йорке, США) — американская фигуристка, выступавшая в парном катании. В паре с Марком Ладвигом — двукратный серебряный призёр чемпионата США. Завершила любительскую спортивную карьеру в 2012 году.

## Семья
Аманда Эвора является этнической филиппинкой. Она родилась в Нью-Йорке. Её отец был инженером-химиком, и семья много переезжала, они жили в Бахрейне, Далласе и Вирджинии, а в 1995 году обосновались в Хьюстоне.

## Карьера
Аманда Эвора начала кататься на коньках в 6 лет. Сначала, как и все дети, занималась одиночным катанием, но ни разу не смогла пройти квалификацию на национальный чемпионат. Она перешла на пары в 2001 году и переехала во Флориду.
С первым партнёром, Майклом Адлером Эвора не добилась заметных успехов. На международный уровень они не вышли, а лишь отобрались на юниорский чемпионат США 2002 года, где заняли 8-е место. После этого пара распалась.
С Марком Ладвигом Аманда выступала в паре с 2002 года. Они выигрывали в 2003 году турнир «Золотой конёк Загреба» и были третьими на турнире «Nebelhorn Trophy» в 2007 году. На национальных чемпионатах их преследовали неудачи вплоть до 2010 года, в сборную команду страны на чемпионаты мира попасть не удавалось. В 2010 году, они выиграли серебряные медали национального первенства и вошли в сборную команду США на Олимпийские игры в Ванкувере.
В апреле 2012 года Эвора объявила о завершении карьеры.

## Спортивные достижения

### Результаты после 2008 года
(с М.Ладвигом)
| Соревнования                   | 2008—2009 | 2009—2010 | 2010—2011 | 2011—2012 |
| ------------------------------ | --------- | --------- | --------- | --------- |
| Зимние Олимпийские игры        |           | 10        |           |           |
| Чемпионаты мира                |           | 9         | 11        |           |
| Чемпионаты четырёх континентов |           |           | 6         | 6         |
| Чемпионаты США                 | 4         | 2         | 2         | 3         |
| Trophée Eric Bompard           |           |           |           | 4         |
| Cup of China                   | 4         | 7         | 5         | 4         |
| Cup of Russia                  |           |           | 3         |           |
| Skate America                  |           | 5         |           |           |
| Skate Canada                   | 7         |           |           |           |

### Результаты до 2008 года
(с М.Ладвигом)
| Соревнования                   | 2002—2003 | 2003—2004 | 2004—2005 | 2005—2006 | 2006—2007 | 2007—2008 |
| ------------------------------ | --------- | --------- | --------- | --------- | --------- | --------- |
| Чемпионаты четырёх континентов |           |           | 5         |           |           |           |
| Чемпионаты США                 | 12        | 10        | 5         | 7         | 4         | 5         |
| Skate America                  |           |           |           | 9         |           | 4         |
| Skate Canada                   |           |           |           | 8         |           |           |
| Nebelhorn Trophy               |           |           | 5         |           |           | 3         |
| Золотой конёк Загреба          |           | 1         |           |           |           |           |

(с М.Адлером)
| Соревнования   | 2001—2002 |
| -------------- | --------- |
| Чемпионаты США | 8J.       |

- J = юниорский уровень